# آبمال (ساری)
آبمال (به مازندرانی: اُمال)، روستایی است از توابع بخش رودپی شمالی شهرستان ساری در استان مازندران ایران.

## جمعیت
این روستا در دهستان فرح‌آباد جنوبی قرار داشته و بر اساس آخرین سرشماری مرکز آمار ایران که در سال ۱۳۸۵ صورت گرفته، جمعیت آن ۵۹۹نفر (۱۵۳خانوار) بوده‌است.